# المضاعة (النادرة)

تعديل مصدري - تعديل

المضاعة محلة تابعة لقرية بيت العزاني، التابعة لعزلة الفجرة بمديرية النادرة إحدى مديريات محافظة إب في الجمهورية اليمنية، بلغ تعداد سكانها 103 حسب تعداد اليمن لعام 2004.